# Lijst van beelden in Mook en Middelaar
Dit is een (onvolledige) chronologische lijst van beelden in Mook en Middelaar. Onder een beeld wordt hier verstaan elk driedimensionaal kunstwerk in de openbare ruimte van de Nederlandse gemeente Mook en Middelaar, waarbij beeld wordt gebruikt als verzamelbegrip voor sculpturen, standbeelden, installaties, gedenktekens en overige beeldhouwwerken.
Voor een volledig overzicht van de beschikbare afbeeldingen zie de categorie Beelden in Mook en Middelaar op Wikimedia Commons.
| Geplaatst | Omschrijving                           | Kunstenaar                  | Straat                                           | Plaats    | Materiaal            | Afbeelding |
| --------- | -------------------------------------- | --------------------------- | ------------------------------------------------ | --------- | -------------------- | ---------- |
| 1939      | Gemeentewapen                          | Peter Roovers               | Raadhuisplein 6                                  | Mook      | brons                |            |
| 1946      | Monument voor de gesneuvelden          | Piet Killaars               | Witteweg                                         | Middelaar | keramiek             |            |
| 1955      | Kruisbeeld Pastoordijk                 | Piet Killaars, Jenny Lemmen | Pastoordijk                                      | Middelaar | eikenhout, kunsthars |            |
| 1960      | Madonna met kind                       | Jules de Roeper             | Koningin Julianastraat 5a (gevel Adalbertschool) | Mook      | keramiek             |            |
| 1967      | Kruisbeeld Calvarieberg                | Jules de Roeper             | Calvarieberg Begraafplaats                       | Mook      | keramiek             |            |
| 1970      | Zittende figuur                        | Oscar Goedhart              | Mortel                                           | Mook      | brons                |            |
| 1976      | st. Jozef                              | Peter Roovers               | Groesbeekseweg 3 (gevel Gemeenschapshuis)        | Mook      | steen                |            |
| 1977      | Kiste trui                             | Peter Roovers               | Raadhuisplein 6                                  | Mook      | brons                |            |
| 1979      | Eenzaamheid                            | Oscar Goedhart              | Maasdijk                                         | Mook      | brons                |            |
| 1989      | Dubbelfiguur                           | Oscar Goedhart              | Overkwartierstraat                               | Mook      | brons                |            |
| 1993      | Hoogwatermonument                      | Ben van Pinxteren           | Dorpsstraat                                      | Middelaar | steen                |            |
| 1999      | Pater met leerlingen                   | A. Proot                    | Rijksweg                                         | Mook      | brons                |            |
| 2008      | Monument voor het kunstenaarsverzet    | Peter Roovers               | De Hove 1 (Kerktuin)                             | Mook      | keramiek             |            |
| 2014      | Madonna met kind (Boskapel de Bisselt) | Katinka Roovers             | Bisseltsebaan                                    | Mook      |                      |            |